# Eduardo Aranda
Eduardo Aranda, född 28 januari 1985, är en paraguayansk fotbollsspelare som spelar för JEF United Chiba.
Eduardo Aranda spelade 5 landskamper för det paraguayanska landslaget. Han deltog bland annat i Copa América 2015.